# Živá voda (album, Dagmar Andrtová-Voňková)
Živá voda (1989) je druhé studiové album Dagmar Andrtové-Voňkové. Obsahuje sedm skladeb. Hudbu všech skladeb složila Dagmar Andrtová-Voňková, text písně Zlatá brána je lidový, textem písně Bez anděla je část básně Subidas Vladimíra Holana.
Na tomto albu autorka nejvíce experimentuje s elektronickými úpravami zvuku.

## Písničky
1. Živá voda – 4:51
2. Břicho – 7:27
3. Tobě – 5:46
4. Bez anděla – 1:42
5. Skočila panenka z věže – 8:23
6. Zlatá brána – 8:11
7. Zpěv – 3:57

## Nahráli
- Dagmar Andrtová-Voňková – zpěv a kytara (1–7)
- Václav Veselý – kytara (3)
- František Francl – perkuse (6)

Poznámka: Dagmar Andrtová-Voňková při nahrávání kytarového doprovodu použila playback pouze ve skladbě Tobě.

## Reedice
Album vyšlo na CD v rámci kolekce Milí moji (2004, Indies Records). Před tím vyšly na CD dvě skladby z tohoto alba – Zlatá brána a Tobě na Golden Gate: The Magician of Guitar from Prague I. (1995) vydaném v Japonsku.